# Acacia concinna

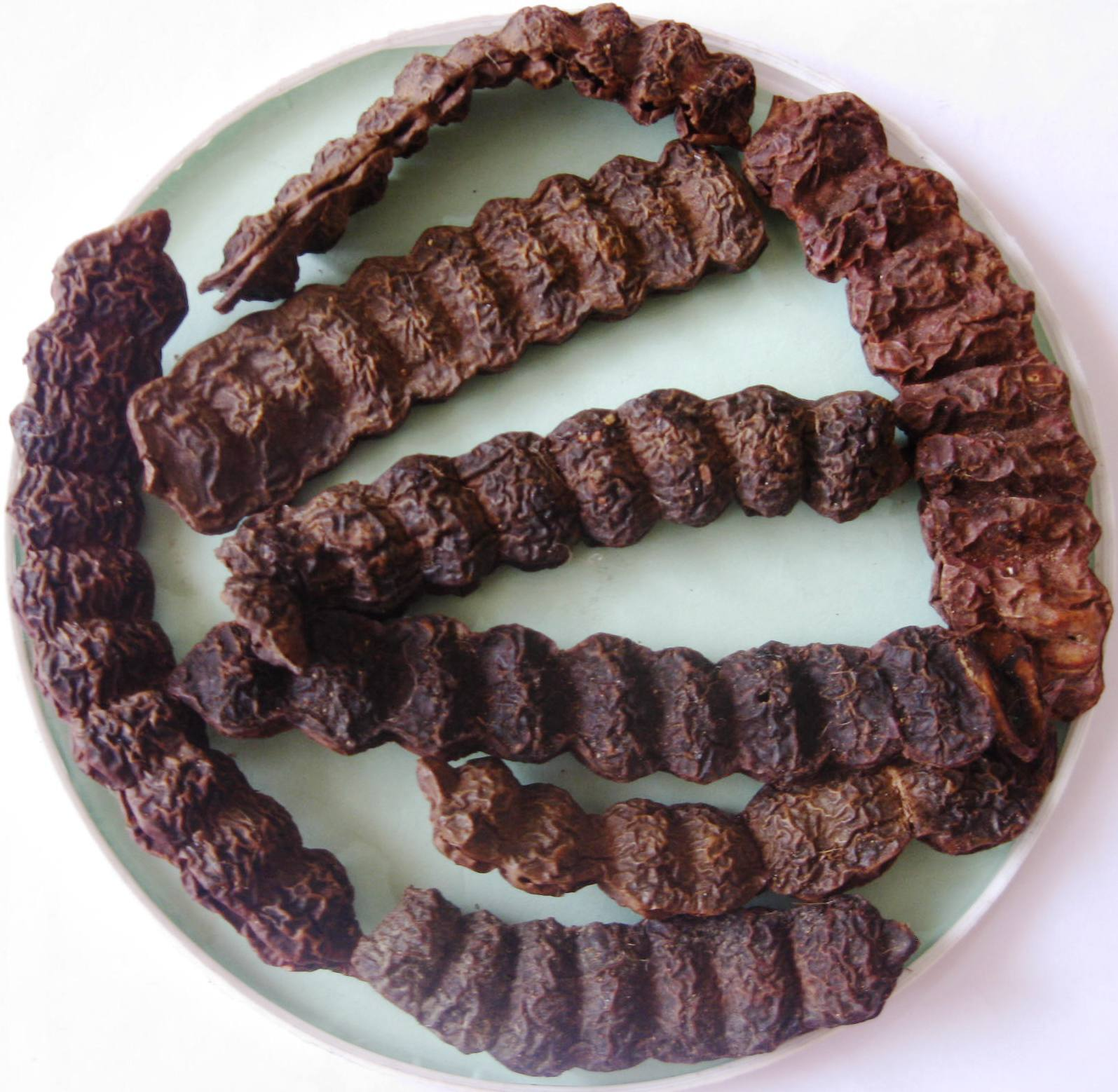
Acacia concinna-Schoten

Acacia concinna ist eine Pflanzenart aus der Gattung der Akazien (Acacia). Ihr Verbreitungsgebiet liegt im tropischen Asien.

## Beschreibung

### Erscheinungsbild und Blatt
Acacia concinna wächst als kletternder oder locker ausgebreitet wachsender Strauch oder kleiner Baum. Die Rinde der Zweige und die Blattrhachis sind grau wollig behaart. Die reichlich vorhandenen Stacheln sind winzig und hakenförmig.
Die wechselständig angeordneten und 10 bis 20 cm langen Laubblätter sind doppelt gefiedert. Die 6 bis 18 Paare Fiedern erster Ordnung sind 8 bis 12 cm lang. Es sind Drüsen nahe der Blattstiele und jeweils eine zwischen den obersten Fiedern erster Ordnung vorhanden. Es sind 15 bis 25 Paare Fiederblättchen (Fiedern 2. Ordnung) vorhanden. Die häutigen, rau behaarten oder verkahlenden Blattflächen sind auf der Unterseite blaugrün und auf der Oberseite grün. Die Fiederblättchen sind bei einer Länge von 8 bis 12 mm und einer Breite von 2 bis 3 mm linealisch-länglich. Der Blattrand ist bewimpert. Die Fiederblättchen weisen ein runzeliges Aussehen auf, wenn sie vertrocknet sind. Die früh abfallenden Nebenblätter sind bei einer Länge von 3 bis 8 mm sowie einer Breite von 1,5 bis 6 mm einförmig-herzförmig.

### Blütenstand und Blüte

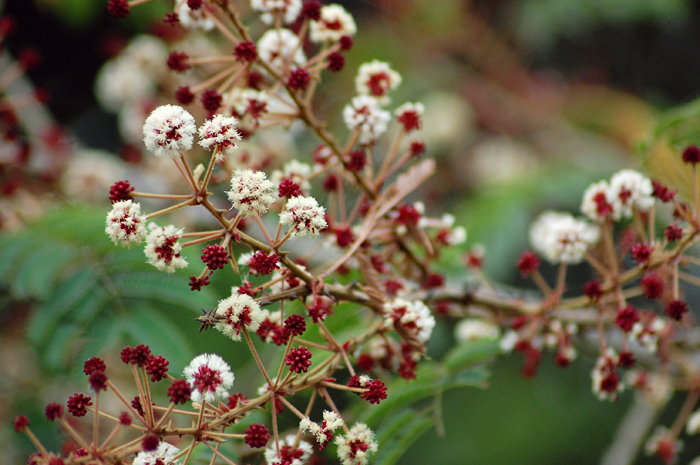
Ausschnitt eines zusammengesetzten Blütenstandes

Die Blütezeit reicht in China von April bis Juni. In rispigen Gesamtblütenständen stehen an wollig behaarten Blütenstandsachsen die kugeligen Teilblütenstände, die einen Durchmesser von 9 bis 12 mm besitzen. Die duftenden Blüten sind weiß bis gelblich mit doppelter Blütenhülle. Die fünf etwa 2 mm langen Kelchblätter sind trichterförmig verwachsen. Die Kronblätter überragen die Kelchblätter etwas. Der gestielte Fruchtknoten ist kahl oder seidig behaart.

### Frucht und Samen
Die braune, fleischige Hülsenfrucht ist bei einer Länge von 8 bis 15 cm und einer Breite von 2 bis 3 cm riemenförmig mit runzeliger Oberfläche. Die geraden oder gebogenen Einschnürungen wirken, als ob die Hülsenfrucht in Segmente brechen würde. Jede Hülsenfrucht enthält sechs bis zehn Samen. Die Früchte reifen in China zwischen Juli und Dezember.

## Vorkommen
Acacia concinna ist im tropischen Asien verbreitet. In China gedeiht Acacia concinna in lichten Wäldern und im Dickicht in Höhenlagen zwischen 200 und 1100 Meter in den Provinzen Fujian, Guangdong, Guangxi, Guizhou, Hainan, Hunan, Jiangxi sowie Yunnan.

## Taxonomie
Diese Art wurde 1806 unter dem Namen (Basionym) durch Willd. in Species Plantarum. Editio quarta, 4 (2), S. 1039 erstveröffentlicht. Ein Homonym ist Mimosa concinna Benth. veröffentlicht in George Bentham: Transactions of the Linnean Society of London, 30 (3), 1875, S. 404–405. Der heute akzeptierte Name Acacia concinna wurde 1825 durch DC. in Prodromus Systematis Naturalis Regni Vegetabilis, 2, S. 464 veröffentlicht. Das gleiche Basionym gilt auch für die Art Acacia sinuata (Lour.) Merr.

## Nutzung
Acacia concinna liefert Tannine und wird in der traditionellen chinesischen Medizin verwendet.
Als ethnobotanische Verwendung für Acacia concinna werden Detergens, Insektizid, Fischgift (Piscizid), Seife, Tumor-Behandlung angegeben.
Aus den Früchten wird ein als Shikakai (hindi: शिकाकाई, śikākāī; in Sanskrit Saptala) bezeichnetes traditionelles ayurvedisches Shampoo und Haarpflegemittel hergestellt.